# James Turner
James Turner, född 20 december 1766 i Southampton County i Virginia, död 15 januari 1824 i Warren County i North Carolina, var en amerikansk politiker (demokrat-republikan). Han var guvernör i delstaten North Carolina 1802–1805. Han representerade North Carolina i USA:s senat 1805–1816.
Turner var plantageägare i North Carolina. Han deltog i amerikanska revolutionskriget. Han efterträdde 1802 Benjamin Williams som guvernör. Han efterträddes 1805 av Nathaniel Alexander. Turner efterträdde 1805 Jesse Franklin som senator för North Carolina. Han avgick 1816 på grund av hälsoskäl och efterträddes i senaten av Montfort Stokes.
Turner var gift tre gånger. Han hade fyra barn från det första äktenskapet och ytterligare två barn från det tredje. Han gravsattes på Bloomsbury Cemetery i Warren County.